# Thảm hoạ Sân bay Madrid
Thảm họa sân bay Madrid xảy ra vào ngày 7 tháng 12 năm 1983 khi một chiếc Boeing 727 của Iberia đã va chạm với một chiếc McDonnell Douglas DC-9 của Aviaco tại Sân bay Madrid-Barajas, gây ra cái chết của 93 hành khách và phi hành đoàn.

## Va chạm
Vào ngày 7 tháng 12 năm 1983, một chiếc Boeing 727 của Iberia (hãng hàng không tiểu bang của Tây Ban Nha), số đăng ký EC-CFJ, vận hành chuyến bay 350 của Iberia, một chuyến bay theo lịch trình đến Sân bay Leonardo da Vinci-Fiumicino của Rome, đã được giải phóng từ đường băng 01 của sân bay Madrid-Barajas trong điều kiện sương mù dày. Đồng thời, một DC-9 của Aviaco số đăng ký EC-CFS, vận hành chuyến bay 134 của Aviaco, đã lăn đến cuối của đường băng để cất cánh đến Sân bay Santander. Khi Boeing 727 lăn dọc theo đường băng, phi hành đoàn của DC-9 đã vô tình rẽ sai hướng trong sương mù và lăn máy bay của họ lên đường băng, vào con đường của 727. Phi hành đoàn của 727 nhìn thấy DC-9 và đã cố gắng tránh va chạm bằng cách xoay máy bay của họ để nâng, tuy nhiên 727 đã không đạt đến tốc độ bay và thân máy bay phía sau của nó va chạm với chiếc DC-9. Cả hai máy bay đều bốc cháy và bị phá hủy; Tất cả 42 người trên tàu DC-9 đã bị giết, trong khi 51 (50 hành khách, một thành viên phi hành đoàn) trong số 93 trên tàu Boeing 727 đã bị giết. Trong số những người thiệt mạng có nữ diễn viên Mexico Fanny Cano (cô đang ở trên chiếc 727 của Iberia) và nghệ sĩ piano Nam Phi Marc Raubenheimer.

## Điều tra
Các nhà điều tra phát hiện ra rằng Boeing 727 và DC-9 đã va chạm do tầm nhìn kém tại sân bay, cũng như các dấu hiệu không đầy đủ, dẫn đến DC-9 bước vào đường băng mà vẫn chưa giải phóng đường băng khi Boeing 727 đang cất cánh.